# Loxophlebia peralta
Loxophlebia peralta är en fjärilsart som beskrevs av William Schaus 1912. Loxophlebia peralta ingår i släktet Loxophlebia och familjen björnspinnare. Inga underarter finns listade i Catalogue of Life.